# Анциферовская (Усть-Кубинский район)
Анциферовская — деревня в Усть-Кубинском районе Вологодской области.
Входит в состав Троицкого сельского поселения, с точки зрения административно-территориального деления — в Троицкий сельсовет.
Расстояние по автодороге до районного центра Устья — 47 км, до центра муниципального образования Бережного — 5 км. Ближайшие населённые пункты — Костинская, Заовражье, Кузьминская, Михайловская, Горшково.
По переписи 2002 года население — 2 человека.